# Oldebroek
Oldebroek es una localidad y un municipio de la Provincia de Güeldres al este de los Países Bajos.
Oldebroek es localizada al norte de la región boscosa de Veluwe y bordea el lago de Dronten.

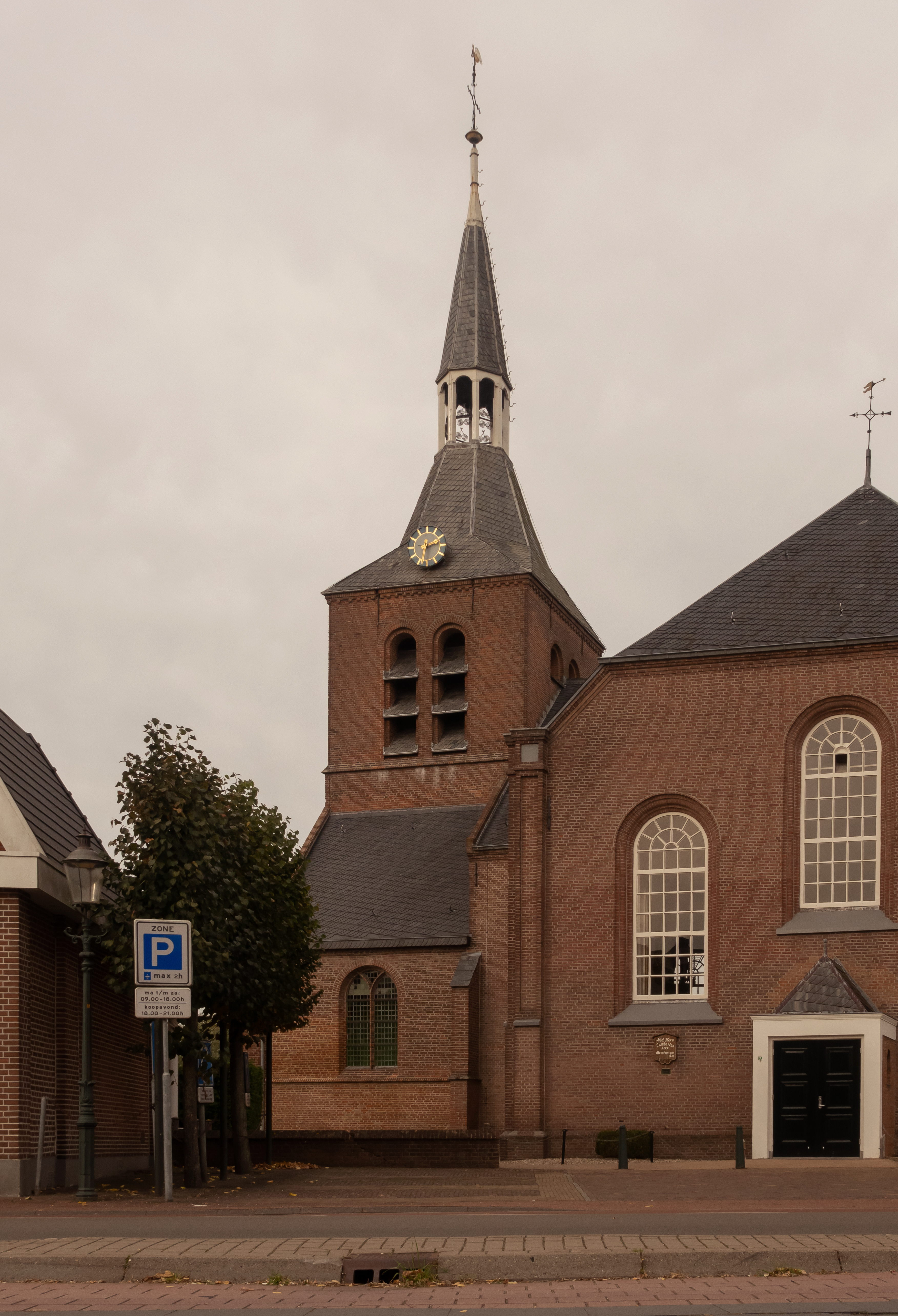
Oldebroek, la iglesia protestante

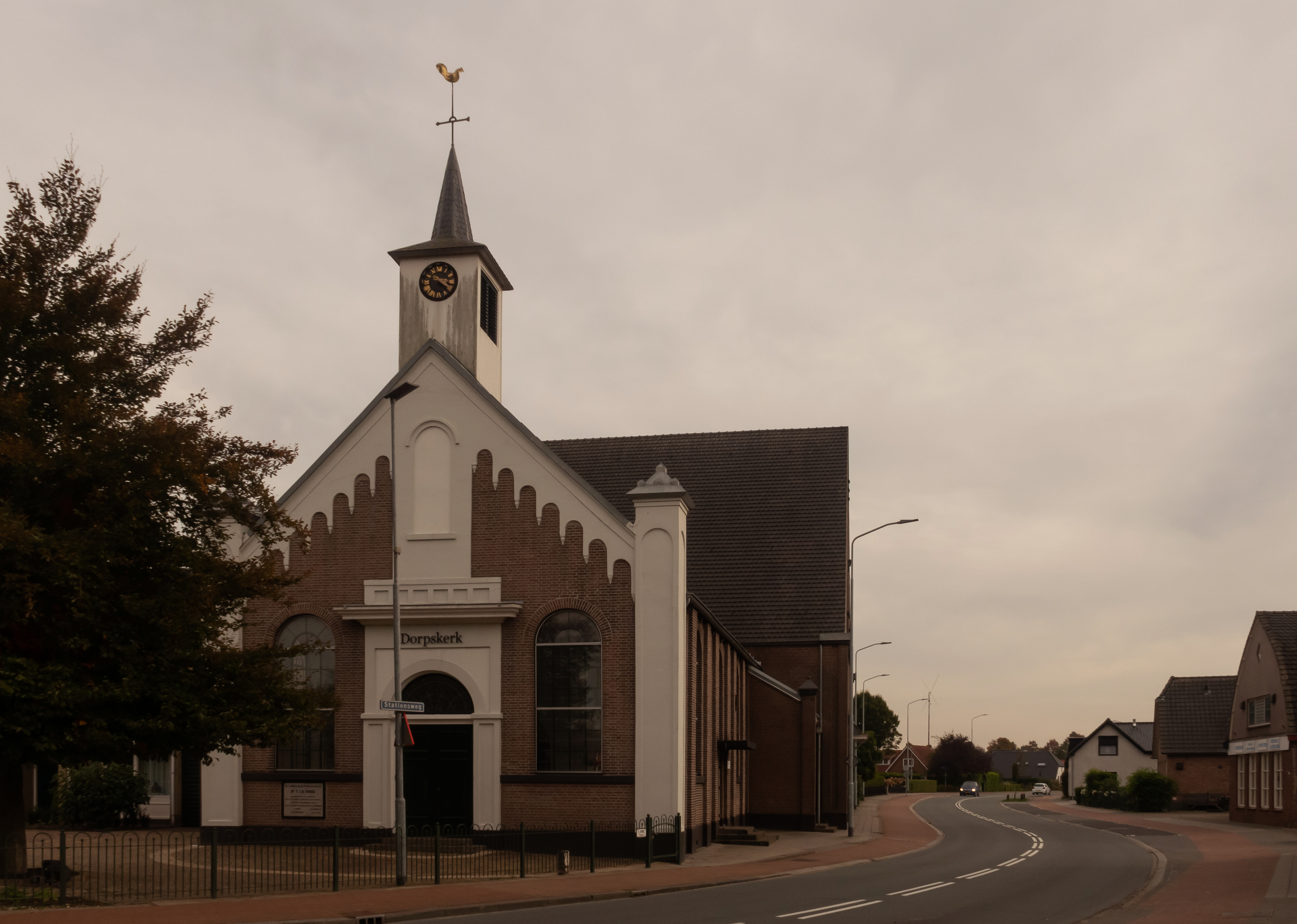
Wezep, la Iglesia del Pueblo